# 布拉罗斯
布拉罗斯，是西班牙卡斯蒂利亚-莱昂阿维拉省的一个市镇。 总面积31km2, 总人口101人（2001年），人口密度3人/km2。